# Lapas
Lapas fou una freguesia portuguesa del municipi de Torres Novas, amb 4,96 km² d'àrea i 2.590 habitants (2011). Densitat de població: 522,2 hab/km².
Es coneix per les seues belles coves.
Va ser extinta en la reorganització administrativa del 2012-2013, i el seu territori integrat en la Unió de Freguesies de Torres Novas (Sâo Pedro), Lapas i Ribeira Branca.

## Població
| População da freguesia de Lapas | População da freguesia de Lapas | População da freguesia de Lapas | População da freguesia de Lapas | População da freguesia de Lapas | População da freguesia de Lapas | População da freguesia de Lapas | População da freguesia de Lapas | População da freguesia de Lapas | População da freguesia de Lapas | População da freguesia de Lapas | População da freguesia de Lapas | População da freguesia de Lapas | População da freguesia de Lapas | População da freguesia de Lapas |
| ------------------------------- | ------------------------------- | ------------------------------- | ------------------------------- | ------------------------------- | ------------------------------- | ------------------------------- | ------------------------------- | ------------------------------- | ------------------------------- | ------------------------------- | ------------------------------- | ------------------------------- | ------------------------------- | ------------------------------- |
| 1864                            | 1878                            | 1890                            | 1900                            | 1911                            | 1920                            | 1930                            | 1940                            | 1950                            | 1960                            | 1970                            | 1981                            | 1991                            | 2001                            | 2011                            |
| 744                             | 808                             | 881                             | 1 020                           | 979                             | 1 024                           | 1 072                           | 1 151                           | 1 152                           | 1 264                           | 1 358                           | 1 488                           | 1 441                           | 2 050                           | 2 590                           |

Mitjana del País en el cens de 2001: 0/14 Anys-el 16,0%; 15/24 Anys-el 14,3%; 25/64 Anys-el 53,4%; 65 i més Anys-el 16,4%
Mitjana del país en el cens de 2011: 0/14 Anys-el 14,9%; 15/24 Anys-el 10,9%; 25/64 Anys-el 55,2%; 65 i més Anys-el 19,0%

## Caracterització
Lapas era una de les més recents freguesies de la vila de Torres Novas. Se'n situava a prop de 2 quilòmetres, i tenia una població de prop de 2.500 persones. Pot dir-se que el territori de l'antiga freguesia se situa en una cova envoltada de turonets i el riu Almonda passa pel bell mig del llogaret. Els arbres predominants en són l'olivera i la figuera i els animals el conill i la llebre i un vast nombre d'espècies diferent d'ocells, com ara el teuladí, la cadernera i el corb, entre d'altres.

## Història
Els primers registres d'una cultura primitiva a la zona de Lapas daten del 2000 ae, a qui seguiren els romans, els pobles bàrbars i els àrabs.
El nom Lapas prové de les coves (lapa en portugués), que es troben sota el llogaret. Els historiadors no es posen d'acord sobre qui i per a què s'explotaren aquestes coves; uns atribueixen als cristians que les excavaren per amagar-se dels romans, mentre altres consideren que les construïren els àrabs. El que se'n sap realment és que se n'extragué el tuf amb què s'edificà les cases del llogaret i el castell de Torres Novas. Les coves esdevingueren un indret misteriós amb què es feren moltes llegendes, hui una mica oblidades.
En el segle xvi, l'indret era encara un matollar, en aquesta data es va desbrossar el sòl per conrear creïlla i dacsa, entre d'altres.
El 1527, segons Jorge Fernandez, escrivà de la vila de Torres Novas, Lapas era un centre amb 114 veïns, 1 clergue i 2 escuders (nobles).
Lapas esdevingué un llogaret amb una economia basada en l'agricultura sobretot del pa, l'oli i el vi.
Hi ha referències que l'església de Lapas va ser manada construir al 1550 per Marco Lopes però, abans d'això, se sap que ja hi existia una petita capella. L'església ha sofert modificacions complexes al llarg del temps. Hui l'església de Nossa Senhora da Graça està edificada en creu llatina, decorada amb manisetes del segle XVII al llarg de la nau central i l'altar amb talla daurada.
El riu Almonda és considerat un element dinamitzador del creixement del llogaret. Als seus marges es van construir molins d'aigua i assuts; més tard, durant la revolució industrial, s'hi implantaren fàbriques que van oferir nous llocs de treball però també contaminaren el riu.
Lapas a penes s'ha modificat; però hui és majoritàriament dedicada a la indústria i al comerç. El sector primari és escàs, existint només alguns petits agricultors, i en el sector secundari hi ha una fàbrica d'alcohol i altres petites indústries.

## Patrimoni
- Coves de Lapas
- Església Nossa Senhora da Graça (Lapas)
- Taverna do Aspirante